# مارسيل جونود
مارسيل جونود (14 مايو 1904 - 16 يونيو 1961) هو طبيب سويسري وأحد أكثر المبعوثين الميدانيين إنجازًا في تاريخ اللجنة الدولية للصليب الأحمر (آي سي آر سي). بعد تخرجه من كلية الطب وعمله لفترة قصيرة كجراح في مولوز بفرنسا، أصبح جونود مبعوثًا للجنة الدولية للصليب الأحمر التي أرسلته إلى أثيوبيا خلال الحرب الإيطالية الحبشية الثانية، وإلى إسبانيا أثناء الحرب الأهلية الإسبانية وإلى أوروبا بالإضافة إلى اليابان أثناء الحرب العالمية الثانية. في عام 1947، كتب جونود كتابًا بعنوان محارب بلا أسلحة عن تجاربه. بعد انتهاء الحرب، بدأ جونود عمله في منظمة الأمم المتحدة للطفولة (اليونيسيف) كممثل رئيسي لها في الصين، ليستقر مرة أخرى في أوروبا في عام 1950. أسس جونود قسم التخدير في مستشفى كانتون في جنيف وأصبح أول أستاذ في هذا التخصص في جامعة جنيف. في عام 1952، عُين جونود كعضو في اللجنة الدولية للصليب الأحمر، وأنجز العديد من المهام التابعة لهذه المؤسسة ليشغل في النهاية منصب نائب الرئيس في عام 1959 الذي استمر فيه حتى وفاته في عام 1961.

## مهماته مبعوثًا للجنة الدولية للصليب الأحمر

### الحرب الإيطالية الحبشية الثانية 1935/1936
على إثر الغزو الإيطالي لإثيوبيا، تلقى جونود مكالمة هاتفية في 15 أكتوبر 1935 من صديق له في جنيف، إذ أوصاه فيها بتولي منصب مبعوث للجنة الدولية للصليب الأحمر (آي سي آر سي) في إثيوبيا. بتشجيع من رئيس الأطباء في عيادة مولهاوس، أبدى جونود موافقته على العرض وسافر بسرعة إلى أديس أبابا مع مبعوث ثان للجنة الدولية للصليب الأحمر، سيدني براون. بقي جونود في إثيوبيا حتى نهاية الحرب الحبشية في مايو 1936.
بفضل خبرته في القانون، عمل سيدني براون على تأسيس جمعية وطنية فعالة للصليب الأحمر في إثيوبيا. انصب تركيز جونود بدوره على صيانة سيارات الإسعاف التابعة إلى الصليب الأحمر وتنسيقها إذ شارك في توفيرها كل من جمعيات الصليب الأحمر في مصر، وفنلندا، والمملكة المتحدة، وهولندا، والنرويج والسويد. بينما أبدى الصليب الأحمر الإثيوبي، الذي تأسس قبل فترة وجيزة من اندلاع الحرب، قبوله الدعم المقدم من اللجنة الدولية للصليب الأحمر وجمعيات رابطة الصليب الأحمر، رفض الصليب الأحمر الإيطالي بدوره أي تعاون، إذ لم تقبل إيطاليا بعرض الخدمات الذي قدمته اللجنة الدولية للصليب الأحمر.
تتمثل إحدى أصعب التجارب التي مر بها جونود خلال الحرب في الهجمات التي شنها الجيش الإيطالي والجماعات المسلحة الإثيوبية على سيارات الإسعاف التابعة للصليب الأحمر. في 30 ديسمبر 1935، أدى قصف سيارة إسعاف سويدية إلى مقتل 28 مريض وعامل من عاملي الصليب الأحمر وإصابة 50 آخرين. شهد جونود أيضًا العديد من الأحداث المروعة خلال هذه الحرب التي اتسمت بوجود فجوة شديدة بين القدرات التكنولوجية التي يمتلكها الطرفان. من بين أحداث أخرى، شهد جونود قصف القوات الجوية الإيطالية لمدينة ديسي، واستخدام غاز الخردل ضد السكان المدنيين في مدينتي ديجيهابور وساسبانيه بالإضافة إلى نهب أديس أبابا في الأيام الأخيرة من الحرب.
... كان هنالك رجال ممددون تحت الأشجار في كل مكان. لابد أن أعدادهم كانت بالآلاف. مع اقترابي منهم، مترقبًا بخوف، كان بإمكاني رؤية حروق متقيحة ومروعة على أرجلهم وعلى أطرافهم الهزيلة. وقد غادرت الحياة أجسادًا محترقة بغاز الخردل بالفعل.
«أبيت ... أبيت ...».
ارتفع الصدح المتواتر نحو ملجأ الإمبراطور. لكن من كان ليشفق؟ ومن كان ليساعدهم في معاناتهم؟ لم يكن هناك أي أطباء متاحون وقد كانت جميع سيارات الإسعاف الخاصة بنا مدمرة....
(د. مارسيل جونود: محارب بلا أسلحة. اللجنة الدولية للصليب الأحمر، جنيف، 1982، صفحة 61)